# Татев, Семён Андреевич
Князь Семён Андреевич Татев (ум. 1608) — московский дворянин и воевода во времена правления Ивана IV Васильевича Грозного, Фёдора Ивановича, Бориса Годунова и Смутное время.
Из княжеского рода Татевы. Младший сын князя Андрея Ивановича Татева. Имел братьев, князей Юрия, Ивана и Фёдора Андреевичей, а также сестру, княжну Фетинью Андреевну.

## Биография
В 1577 году показан дворянином из выбора. В 1598 году первый есаул, ездил за Государём в его походе в Серпухов по "крымским вестям". В 1601 году первый воевода в Ельце. В 1604 году первый воевода в Ливнах. В 1606 году показан в московских дворянах. В мае 1606 года на свадьбе Лжедмитрия I и Марины Мнишек был вторым в свадебном поезде.
По А.Б. Лобанову-Ростовскому, князь Семён Андреевич погиб в сражении 20 сентября 1607 года. Погребён в Троице-Сергиевой лавре. В этом же источнике, в поколенной росписи показан бездетным, но он был женат на княгине Анне Ивановне (была жива ещё в 1630 году), которая вышла замуж второй раз за окольничего Никиту Васильевича Годунова.
В 1863 году, в Троице-Сергиевой лавре напротив Михеевской церкви при проведении работ был вырыт надгробный камень с надписью: "Лета 7116 сентября в 20 день убиен бысть на рати раб божий князь Семён Андреевич Татев", что явствует о смерти князя в 1608 году, т.к. летоисчисление шло с сентября.

## Критика
В научном труде историка А.П. Барсукова "Списки городовых воевод XVII столетия" указано, что Семён Татев (без указания отчества), являлся в 1608 году воеводой в Погорелом Городище. По родословной росписи князей Татевых, с именем Семён является единственный представитель — князь Семён Андреевич, но в данном случае тогда ставится под сомнение год его смерти по А.Б. Лобанову-Ростовскому.
В челобитной князя Юрия Андреевича Звенигородского поданной в 1630 году в Поместный приказ, в связи с данным ему приданным вотчинным селом Осенево в Ростовском уезде (не позднее 1625 года), указано имя его жены, дочери князя Семёна Андреевича и княгини Анны Ивановны — княжны Соломониды Семёновны урожденной Татевой.
В ПСРЛ указано, что князь Семён Андреевич Татев погиб 22 сентября 1608 года в битве у села Рахманцево.